# Енигма (музикален проект)
Вижте пояснителната страница за други значения на Енигма.
Енигма (Enigma, от гръцки: αίνιγμα – „загадка“) е немски музикален проект, стартиран през 1990 г. от румънеца с немско гражданство Майкъл Крету (Михай Крецу). Музиката се определя като ню ейдж, като съдържа грегориански напеви, етно елементи, съвременно звучене и дълбоки послания. 
Крету издава няколко солови албума, сътрудничи с различни изпълнители и продуцира албуми за тогавашната си съпруга, немската поп певица Сандра, преди да замисли идеята за ню ейдж, уърлдбийт проект. Той записва първия студиен албум на Енигма, MCMXC a.D. (1990), с участието на Дейвид Феърстийн и Франк Петерсон. Албумът остава най-успешният на Енигма, подпомогнат от международния хит сингъл "Sadeness (Part I)", който сам продава 12 млн. бройки. Според Крету вдъхновението за създаването на проекта идва от желанието му да прави музика, която да не се подчинява на „старите правила и навици“ и да представя нова форма на творческа изява с мистични и експериментални компоненти.
Следва серия албуми, в които участват няколко музиканти и продуценти, работещи с Крету. Първият е The Cross of Changes (1993), който включва племенни и етно влияния и продава над 8 млн. копия по цял свят, последван от Le Roi Est Mort, Vive Le Roi! (1996), който смесва григорианските песнопения, напомнящи за първия албум, със силни междукултурни звукови пейзажи, присъстващи във втория. Четвъртият албум на Енигма The Screen Behind the Mirror (2000) започва леко да се отклонява от предишните етно музикални теми към по-тежка електронна атмосфера. Тази еволюция кулминира с Voyageur (2003), петият и по-базиран на поп албум, и с A Posteriori (2006) – произведение, вдъхновено от бъдещия сблъсък между галактиките Млечен път и Андромеда, с различни оперни тонове и електронен спектър, по-близо до Voyageur от по-ранните версии. Следва албумът Seven Lives Many Faces (2008), който съдържа смесица от класически и модерни елементи, вариращи от етнически песнопения до рап и дъбстеп влияния. Осмият албум, The Fall of a Rebel Angel, излиза през ноември 2016 г.
Енигма продава над 8,5 млн. албума, сертифицирани от RIAA в САЩ. и приблизително 70 млн. по целия свят с над 100 златни и платинени сертификати. Проектът има и две номинации за Награда „Грами“.

## История

### Формиране
До края на 1980-те години Майкъл Крету си сътрудничи с няколко музиканти, продуцира албуми, записани от тогавашната му съпруга, немската поп певица Сандра, и издава солови албуми под свое име за Полидор и Върджин Рекърдс с различни нива търговски успех в цяла Европа. През 1988 г. Крету и Сандра се женят и се преместват на испанския остров Ибиса. Построено е домашно звукозаписно студио, ART Studios, и Крету започва работа по нов, уърлдбийт и ню ейдж музикален проект, наречен Енигма, с Дейвид Феъстийн и Франк Петерсон. Той сключва сделка с базираната в Мюнхен Мамбо Музик за мениджърството и издаването на Енигма.

### 90-те години
Крету замисля създаването на ню ейдж денс, все още неназован първи сингъл. Оставяйки настрани старите си навици и правила, той поема нов курс и през декември 1990 г. представя на широката публика своя изключително успешен албум „MCMXC a.D.“ (1990 г. от н. е.), който печели повече от 60 платинени награди в световен мащаб. Той е записан за осем месеца и включва григориански песнопения, смесени с атмосферна музика и денс ритми. Преди издаването на първия албум на Енигма Крету е изключително предпазлив относно дебюта си и решава да не споменава истинските имена на повечето от участвалите в записването на албума хора. Той пожелава да изключи името си от бележките към албума, за да може слушателят да измисли свои собствени интерпретации. Припомня, че ръководството е „паднало от столовете си“, когато той е пожелал това, „но е проработило“. Крету се подписва като Кърли М.С., а албумът съдържа оскъдна информация за проекта, засилвайки мистерията около създателите му и карайки мнозина да правят предположения дали Енигма е конкретна музикална група, соло проект или цял екип. След излизането си през декември 1990 г. MCMXC a.D. постига неочакван комерсиален успех, подпомогнат от международния хит сингъл "Sadeness (Part I)" („Тъга (част 1)“), издаден месец преди това, който достигна номер едно в 24 страни. В сингъла се преплитат грегориански песнопения и сексуални гласови алюзии с танцувален ритъм, нещо което моментално привлича общественото внимание. Крету обяснява за албума, че той разказва за мистериозни престъпления и философски теми, като например тази за живота след смъртта, което дава и името на проекта – Енигма. Преди това Крету използва грегорианско песнопение в началните секунди на сингъла на Сандра от 1987 г. „Everlasting Love“. Първият албум на Енигма достига топ 10 в десет държави, включително Обединеното кралство, и номер шест в Билборд 200 в Съединените щати, където продава над 4 млн. копия и е в класациите над 150 седмици. Той печели над 50 платинени награди за продажби по цял свят и прави Енигма най-успешната група, подписана с Върджин Рекърдс по време на издаването.
След успеха на MCMXC a. D. Крету получава много предложения за работа по саундтракове и писане на филмова музика. Той отхвърля по-голямата част от тях, тъй като не харесва сценариите, които му са представени, с изключение на еротичния трилър филм Sliver (1993) с участието на Шарън Стоун, за който записва две песни за саундтрака му: "Carly's Song" („Песента на Карли“) и "Carly's Loneliness" („Самотата на Карли“). Първата е преработена в "Age of Loneliness" („Епоха на самотата“) през 1993 г. Крету не успява да допринесе повече за саундтрака, тъй като иска да прекара времето си в работа по втория албум на Енигма.
Вторият албум на Енигма „The Cross of Changes“ („Кръстът на промените“) е записан през 1993 г. Дългият период между първия и втория албум се дължи отчасти на това, че Въджин Рекърдс и мениджърът на Крету забравят да удължат договора си с Върджин. Това кара Крету да подпише нов договор за пет албума. Той запазва много от елементите от първия албум, но иска да има напълно различно изживяване. („Исках да смеся възможно най-много рок, етно и класически елементи“.) Използвани са множество семпли, включително от песни на Дженезис, Блак Сабат, Вангелис и Ю Ту. Крету прави съзнателно усилие да намали количеството грегориански песнопения, включени в албума. Той базира голяма част от текстовете си на концепциите на нумерологията и чете книги по темата. The Cross of Changes е издаден през декември 1993 г. и достига номер едно в Обединеното кралство и номер 9 в САЩ. Продаден е в около 8 млн. копия по цял свят. Въпреки успеха и срещу двата албума са заведени дела, свързани с употребата на семпли от различни източници. 
През 1994 г. са издадени четири сингъла от албума: „Return to Innocence“ („Завръщане към невинността“), „The Eyes of Truth“ („Очите на истината“), „Age of Loneliness“ и „Out from the Deep“ („Извън дълбините“). Първият става международен топ 10 хит в дванадесет страни и е със златен сертификат в САЩ за продажба в половин милион копия. 
През 1996 г. излиза третият албум на Енигма Le Roi Est Mort, Vive Le Roi! (на френски „Кралят е мъртъв, да живее кралят!“). Идеята на Крету е, че този албум е дете на предишните два албума и следователно включва познати елементи от григориански песнопения и санскритски песнопения в него. Той не постига същото ниво на успех, на което се радват предишните два албума, и в резултат на това са пуснати само два от трите първоначално планирани сингъла. Албумът продава над 1 млн. бройки в Съединените щати, получава златен сертификат в Обединеното кралство и две номинации за Грами: едната за дизайна на обложката и втората като най-добър ню ейдж албум. След издаването на албума Крету установява, че на пазара са пуснати няколко фалшиви албума на Енигма.

### 2000-те години
За четвъртия албум „The Screen Behind the Mirror“ („Екранът зад огледалото“) от 1999 г. Крету използва семпли от кантатата „Кармина Бурана“ на Карл Орф в четири песни от албума. Този път грегорианските елементи са сведени до минимум, но за сметка на това се запазват японските флейти сякухати и други традиционни за Енигма музикални елементи. Единствените сингли от албума са „Gravity of Love“ („Гравитация на любовта“) и „Push the Limits“ („Прекачи границите“). Рут-Ан Бойл от трип-хоп групата Олив и Андрю Доналдс участват за първи път в проект на Енигма, превръщайки се оттук насетне в постоянни гост вокали в продукциите на Крету.
През 2001 г. Енигма издават чисто новия сингъл „Turn Around“ („Обърни се“), който съпътства компилациите „Love Sensuality Devotion: The Greatest Hits“ и „Love Sensuality Devotion: The Remix Collection“, с която по думите на Крету се слага край на първата глава от Проекта „Енигма“. Във връзка с издаването на сборните албуми в Мюнхенския планетариум се провежда светлинно шоу. 
Албумът от 2003 „Voyageur“ (на френски „Пътешественик“) представлява цялостна промяна в проекта Енигма. Практически всички познати типични елементи на Енигма (грегорианските песнопения, етно елементите, известните флейти сякухати) отсъстват от албума. Всичко това оказва влияние върху начина, по който слушателите възприемат музиката на Енигма, и много от тях се отнасят с недоверие към новото звучене. Това се отразява и в продажбите. Чисто статистически всеки студиен албум на Енигма успява да продаде едва половината от предишното издание на Крету.
За да отбележи 15-те години на Енигма, е пуснат албум с ограничено издание, наречен 15 Years After („15 години по-късно“), който е с размерите на LP с изкуството на Леонардо да Винчи на обложката, голяма брошура с допълнително изкуство и представен осем компактдиска: всички предишни албуми, DVD-то Remember the Future и специално и ексклузивно бонус CD, The Dusted Variations, който включва чилаут версии на няколко от най-големите хитове на проекта. Всички песни са различни от оригиналите и използват минимални перкусии. Този диск съдържа и сингъл версията на "Hello and Welcome" („Здравей и добре дошъл“), която по-късно е издадена като сингъл. 
На 28 август 2005 мениджърите на Енигма обявяват издаването на самостоятелния сингъл „Hello and Welcome“. Издаването му е насрочено за октомври същата година, след това е изтеглено за 25 ноември 2005, и в крайна сметка е издаден чак на 10 март 2006 г. в Германия. Песента също така е и част от интродукцията на немския боксьор Феликс Щурм и като цяло няма почти нищо общо с по-старите идеи на групата.
На 26 септември 2006 г. е издаден шестият поред студиен албум на Енигма „A Posteriori“. Той съдържа нова версия на „Hello and Welcome“, както и предварително обявената за сингъл нова песен „Goodbye Milky Way“ („Довиждане, Млечен път“), която така и не вижда публично издаване. Албумът има по-голяма насоченост към електронната музика и техното, от което и да е друго предишно издание. Концепцията му се развива около теми, като астрономия, физика, история и социология. Версия на DVD на „A Posteriori“ е издадена на 16 декември 2006 г., като то включва калейдоскопични изображения в синхрон с подобрения многоканално звучене на албума.  A Posteriori получава номинация за Грами като най-добър ню ейдж албум, втората в тази категория след Le Roi Est Mort от 1996 г., Vive Le Roi!. В края на март 2007 г., Private Lounge ремиксирана албумна версия на A Posteriori е пусната в Ай Тюнс. Тази компилация включва дванадесет нови ремиксирани песни от албума от изпълнители като Бока Джуниър, Токадиско и други. Някои от тези песни са достъпни преди в оригиналната A Posteriori iTunes версия на албума и в споменатото по-рано DVD издание.
На 19 септември 2008 излиза седмият албум на Енигма „Seven Lives Many Faces“ („Седем живота, много лица“), а на 8 август – пилотният двоен сингъл „La Puerta del Cielo / Seven Lives“. Водещият сингъл "Seven Lives" е смесица от модерни и класически елементи.
The Platinum Collection –  компилация от три диска, е издаден на 27 ноември 2009 г. в Германия и на 9 февруари 2010 г. в целия свят. Първият диск съдържа хитове на Енигма. Второто CD съдържа ремикси. Третият диск е колекция от „изгубени песни", музикални експерименти, които никога не са били финализирани и издадени преди това.

### 2010 г. – настояще
На 5 октомври 2010 г., за да отбележи 20-ата годишнина от първия албум MCMXC a.D., започва проектът „Социалната песен на Енигма“. Феновете на Енигма са помолени да изпратят вокали за новата песен. След това публиката е помолена да гласува, като печелившата песен „Fei mea“ е предоставена от латвийската певица Фокс Лима (с истинско име Ализе Кетнере) за припева. Първите трима подгласници, Марк Джошуа от Бразилия, Дж. Спринг от Испания и Раса Сера от Литва, осигуряват други важни части от вокалите като моста, беквокалите и куплета на финалната версия на сингъла. Феновете също повлияват на по-нататъшните етапи от създаването на песента, като гласуват за елементи като водещ инструмент, общо настроение и стил на парчето. Финалният микс на сингъла, наречен "MMX (The Social Song)", е пуснат на 15 декември 2010 г. Това става първата песен, създавана някога за и от феновете чрез Интернет.
През август 2016 г. за издаване на 11 ноември е обявен осмият студиен албум на групата The Fall of a Rebel Angel („Падението на бунтовния ангел“). Той включва като гост-музиканти бразилския певец и текстописец Марк Джошер, индонезийската певица Ангун, вокалистката Нанук и английското електропоп дуо Акило. Издадени са два сингъла от албума, "Sadeness (Part II) " с участието на Ангун, и "Amen" с участието на Акило.
През май 2018 г. цветни винилови издания с ограничено издание на целия каталог на Енигма са пуснати в нова колекция, The Colours of Enigma – The Vinyl Series. Комплектът включва нови произведения на изкуството и ремастерирани стерео миксове, направени от оригиналните мастер касети.
През 2019 г. и през 2020 г. трима бивши вокалисти на Енигма – Андрю Доналдс, Ейнджъл Хикс и Фокс Лима предприемат световно турне под името „Оригинални гласове на Енигма“ (Original Enigma Voices). Това е първият път, когато музиката на Енигма се изпълнява на живо.

## Музикален стил
По думите на Крету типичното звучене на Енигма е инспирирано от една негова случка, когато заспива в лондонското метро.
Енигма обикновено прави уърлдбийт и ню ейдж парчета. Музикалният проект е много експериментален, като често съчетава елементи от други жанрове като ембиънт, поп или рок. Майкъл Крету казва във Въпроси и отговори, че винаги търси неизвестното и се опитва да намери нови начини да изразя идеите си“. По-късно той казва: „Енигма е свързана с достигане на границата и дори придвижване напред от вече познатото. Експериментите са голяма част от моята работа и с всеки запис, който Енигма е издала, има нещо ново“.
Първият албум на Енигма, MCMXC a. D., съчетава григориански песнопения и религиозни нюанси с атмосферни синтезатори, хипнотичен музикален комплект и ритъм, подобен на танц, заедно с елементи на поп и ембиънс, всичките придружени от френски шепот и донякъде еротични въздишки, предоставени от Сандра.  Ввторият албум на Енигма The Cross of Changes заменя грегорианските песнопения от MCMXC a. D. с етно и племенни песнопения. Албумът е атмосферен и духовен като MCMXC a. D., но е комбиниран с по-добре развити бийтове и текстове за любовта и самосъзнанието.

## Влияния
Международният успех на Енигма с албума MCMXC a.D. е предшественик на създаването на няколко други музикални проекта, които следват подобни стилове и маркетингови подходи, особено използването на термина „проект“, за разлика от групата, за да се наименува, и етикета „енигматична музика“, използван главно от радиостанции и слушатели, за да категоризират музиката си под чадъра на ню ейдж. Крету споменава прогресив рок групата Йес като влияние.
Скоро след като работи с Майкъл Крету по първия албум на Енигма, немският продуцент Франк Петерсон напуска проекта, за да се съсредоточи върху Gregorian – група, която изпълнява предимно кавър версии на модерни поп и рок песни с подобни на грегорианските вокали и симфонични инструменти. По същия начин френският музикален проект Ера (проект на Ери Леви) включва грегориански песнопения, смесени с поп рок аранжименти и също често се сравнява по обхват с Енигма.
Други електронни проекти, които често правят сравнения с Енигма, са френското дуо Дийп Форест, канадското дуо Delerium, датският проект Achillea (създаден от копродуцента на Енигма и гост китарист Йенс Гад) и немският проект Шилер.
Енигма и Дийп Форест също така се считат от мнозина за фундаменталните групи, спомогнали за популяризирането на етно фюжъна, смесица между електроника и традиционна/племенна музика. От друга страна Енигма се възприемат и за един от музикалните проекти първосъздатели на ню ейджа, активно работили за утвърждаването му в общото музикално пространство.
Музиката на Енигма повлиява и на много други музикални проекти в ню ейдж средите. Популярни примери са албумът на Delerium „Semantic Spaces“, албумите на Майк Олдфийлд „Songs of Distant Earth“ и „Tubular Bells III“, всички албуми на Би-Трайб, както и някои песни на Сара Брайтман.

## Семплиране и дела
През 1991 г. срещу Крету е заведено дело от името на мюнхенския хор Kapelle Antiqua и неговата звукозаписна компания Полидор Германия за нарушаване на правото на индивидуалност чрез изкривяване на семплите, използвани в "Sadeness (Part I)" и "Mea Culpa (Part II)". Семплите са взети от LP-то Paschale Mysterium на Capella Antiqua от 1976 г. Докато музикалните композиции са обществено достояние, записът им от Kapelle Antiqua е защитен с авторски права. Европейското право също признава неимуществените права (droit moral) върху произведенията.
През 1998 г. Крету е съден от тайванските музиканти Дифанг и Игай Дуана (известни също като Kuo Ying-nan и Kuo Hsiu-chu), чиито гласове са използвани в "Return to Innocence", за неупълномощеното използване на тяхната песен без кредит. Делото е уредено извънсъдебно за неразкрита сума пари и всички следващи издания на песента са кредитирани (включително хонорарите) на Kuos. Крету заявява, че е бил накаран да повярва, че записът е обществено достояние и че той не е нарушил умишлено авторските права на Kuos.
За следващите си два албума Крету не допуска грешката да не спомене всички ползвани семпли, избягвайки каквито и да е потенциални искове. За петия и шестия албум той не ползва вече никакви семпли.

## Състав
Настоящи членове
- Майкъл Крету – музика, текстове, вокали, продукция, аранжименти, програмиране, инженеринг (1990 – до момента)

Бивши членове и гост изпълнители
- Дейвид Феърстийн – текстове (1990 – 2000)
- Франк Петерсон (Ф. Грегориън) – семплиране, продукция, инженерство, съавторство (1990 – 1991)
- Сандра Крету – вокали, гласове (1990 – 2003)
- Луиза Стенли – гласове (1990 – 1996 и 2006) (основен „шепнещ“ глас за първите три албума)
- Йенс Гад – китари (1993; 2000 – 2003), аранжименти и съавторство (2000 – 2003)
- Питър Корнелиъс – китари (1993 – 1996) (китарни сола за първия и втория албум)
- Андреас Харде (Анди Джонас / Ейнджъл X) – вокали (1993)
- Тод Пелег – беквокали (1993 – 1994)
- Андрю Доналдс – вокали (1999 – 2008), съавторство (2008) (вокалист в Е4 и Е5)
- Рут-Ан Бойл – вокали (1999 – 2003; 2008) (първоначално вокал на английската група Олив, вокал в E4 и Е5)
- Елизабет Хотън – гласове (1999 – 2000) (в „The Voice of Enigma“ от Е1.)
- Себастиан C. – вокали (2008)
- Никита С. – вокали (2008)
- Маргарита Ройг – вокали, съавторство (2008)
- Нанук – гласове (2008, 2016)
- Ализе Кетнере (Фокс Лима) – вокали, съавторство (2010)
- Жером Пренго (Ж. Спринг) – вокали, съавторство (2010)
- Марк Джошер (Марсело Амарал Понтело) – вокали, съавторство (2010, 2016)
- Раса Верантенсевин (Раса Сера) – вокали, съавторство (2010)
- Ангун – вокали (2016)
- Акило – вокали (2016)
- Михаел Кунце – история, съавторство (2016)
- Дифанг – тайвански народен изпълнител – беквокал в „Return to Innocence“.
- Йохан Замбриски – дизайнер на обложките за всички албуми.

Хронология

## Дискография

### Студийни албуми
- MCMXC a.D. (1990)
- The Cross of Changes (1993)
- Le Roi Est Mort, Vive Le Roi! (1996)
- The Screen Behind the Mirror (1999)
- Voyageur (2003)
- A Posteriori (2006)
- Seven Lives Many Faces (2008)
- The Fall of a Rebel Angel (2016)

### Сборни албуми
- Love Sensuality Devotion: The Greatest Hits (2001)

### Ремикс албуми
- Love Sensuality Devotion: The Remix Collection (2001)

### Бокс сетове
- Trilogy (1998)
- 15 Years After (2005)
- The Platinum Collection (2009)
- Enigma: Classic Album Selection (с първите 4 албума) (2013)

### Други албуми
- In the Beginning... (1997) – промо компилация на CD
- The Dusted Variations (2005) – бонус диск с кавъри на Енигма в 15 Years After
- A posteriori (Private Lounge Remixes) (2007) – ремикси базирани на парчета от албума A posteriori, ексклузивно за Ай Тюнс

## Видеография

### Видео албуми
- Remember the Future (2001)
- MCMXC a.D.: The Complete Video Album (2003)
- MCMXC a.D.: The Complete Video Album / Remember the Future box set (2004)
- A posteriori (2006)
- Seven Lives Many Faces (2008)

### Музикални видеоклипове
От албума MCMXC a.D.
- Sadeness (Part I)
- Principles of Lust
- Mea Culpa (Part II)
- The Rivers of Belief

От албума The Cross of Changes
- Return to Innocence
- Age of Loneliness
- The Eyes of Truth
- Out from the Deep

От албума Le Roi Est Mort, Vive Le Roi!
- Beyond the Invisible
- T.N.T. for the Brain

От албума The Screen Behind the Mirror
- Gravity of Love
- Push the Limits

От албума Love Sensuality Devotion: The Greatest Hits
- Turn Around

От албума Voyageur
- Voyageur
- Boum-Boum

От албума 15 Years After
- Hello and Welcome

От албума Seven Lives, Many Faces
- Seven Lives
- La Puerta del Cielo

От сингъла MMX (The Social Song)
- MMX (The Social Song)

От албума The Fall of a Rebel Angel
- Sadeness (Part II)
- Amen

## Награди
- Световни музикални награди
  - Най-популярен немски солов изпълнител, 2002[66]
- Музикална награда „Ехо“[67]
  - Най-успешна немска продукция в чужбина, 1991
  - Най-добър маркетинг, 1992
  - Най-добър национален изпълнител, 1992
  - Най-успешна немска продукция в чужбина, 1995
  - "Beyond the Invisible", 1997
- Над 100 платинени награди по целия свят[68][69]
  - 7 платинени награди на RIAA
  - 2 златни награди на RIAA
  - 5 платинени награди на BPI
  - 2 златни награди на BPI